# 4949 Akasofu
4949 Akasofu è un asteroide della fascia principale. Scoperto nel 1988, presenta un'orbita caratterizzata da un semiasse maggiore pari a 2,2727202 UA e da un'eccentricità di 0,1683302, inclinata di 4,80993° rispetto all'eclittica.
L'asteroide è dedicato al giapponese Syun-Ichi Akasofu, professore di geofisica all'Università di Fairbanks in Alaska.